# Dipoena bimini
Dipoena bimini là một loài nhện trong họ Theridiidae.
Loài này thuộc chi Dipoena. Dipoena bimini được Herbert Walter Levi miêu tả năm 1963.